# Галинська Галина Іванівна
Галина Іванівна Гали́нська (нар. 2 січня 1947, Київ) — українська художниця (графіка) і педагогиня. Членкиня Спілки радянських художників України з 1977 року. Заслужений діяч мистецтв УРСР з 1990 року.

## Біографія
Народилася 2 січня 1947 року в Києві (нині Україна). 1972 року закінчила Київський художній інститут, де навчалася, зокрема, у Василя Касіяна, Василя Чебаника, Олени Яблонської. Після навчання викладала в ньому (з 1995 року — професорка кафедри графіки, керівниця майстерні книжкової графіки).
Живе в Києві, в будинку на вулиці Джона Маккейна, № 36, квартира 13. У шлюбі з художником Валентином Гордійчуком.

## Творчість
Працює у галузях книжкової та станкової графіки. Серед робіт:
ілюстрації до
- трагедії «Ромео і Джульєтта» Вільяма Шекспіра (1972);
- книги «Казка про старого гнома» Захаріаса Топеліуса (1972);
- казки «Попелюшка» Шарля Перро (1975);
- поем «Сліпий» (1978) та «Гайдамаки» (1981) Тараса Шевченка;
- поезій «Пастелі» Павла Тичини (1986);

графічні серії
- «У тіні дерев» (1980);
- «Полісся» (1987, естампи);
- «Оголені» (1989—1995);

серії літографій
- «Начерки» (1988);
- «Єсть на світі доля» (1989);

серії
- «Композиції» (2000);
- «Романтичні хащі» (2002);
- «Пейзажі України» (2000—2005).

Бере участь у всеукраїнських та зарубіжних художніх виставках з 1968 року. 
Деякі роботи художниці зберігаються в Національному художньому музеї України в Києві, Одеському, Харківському, Донецькому, Сумському, Хмельницькому художніх музеях, Державній Третьяковській галереї у Москві.